# Thằn lằn giun Palaearctic
Thằn lằn giun Cổ Bắc giới, tên khoa học Trogonophidae, là một họ amphisbaenia, gồm 5 loài được xếp trong 4 chi. Thằn lằn giun Cổ Bắc giới được tìm thấy ở Bắc Phi, Sừng châu Phi, Bán đảo Ả Rập, và miền tây Iran (các khu vực này thuộc ranh giới phía tây nam của vùng sinh thái Cổ Bắc giới). Chúng là các loài bò sát giống như thằn lằn, không chân, ăn thịt thích nghi đào hang.

## Các chi
- Agamodon Peters, 1882 (2 loài)
- Diplometopon Nikolskii, 1907 (đơn loài)
- Pachycalamus Günther, 1881 (đơn loài)
- Trogonophis Kaup, 1830 (đơn loài)